# Where Is the Love
"Where Is the Love" es una canción popular escrita por Ralph MacDonald y William Salter, y grabada por Roberta Flack y Donny Hathaway, lanzado en 1972 de su álbum, Roberta Flack & Donny Hathaway.
Alcanzó el puesto número cinco en la lista de sencillos Billboard Hot 100 y pasó una semana en el número uno en la lista Billboard Easy Listening (julio de 1972) y la lista R&B (agosto de 1972). Billboard la clasificó como la canción número 58 de 1972. La canción ganó un Premio Grammy a la Mejor Interpretación Pop de Dúo o Grupo con Voz.

## En listas

### Listas semanales
| Listas (1972)                            | Peak posición |
| ---------------------------------------- | ------------- |
| Australia (Kent Music Report)            | 55            |
| Canada                                   | 35            |
| UK                                       | 29            |
| U.S. Billboard Hot 100                   | 5             |
| U.S. Billboard Best Selling Soul Singles | 1             |
| U.S. Billboard Easy Listening            | 1             |
| U.S. Cash Box Top 100                    | 7             |

### Lista a finales del año
| Listas (1972)          | Rango |
| ---------------------- | ----- |
| U.S. Billboard Hot 100 | 58    |
| U.S. Cash Box          | 78    |